# Nibbler (computerspel)
Nibbler is een computerspel initieel uitgebracht op Arcade in 1982. Het spel werd ontworpen door Joseph H. Ulowetz en John M. Jaugilas en verdeeld door Rock-Ola Manufacturing Corporation. Het spel is een mengeling van Snake en Pac-Man. Het is het eerste spel waarin men een 10-cijferige score kan halen. Van het spel verschenen diverse klonen waaronder Nibles voor MS-DOS.

## Spelverloop
Nibbler is een slang die zich in een doolhof bevindt. In het doolhof staan verschillende flikkerende en draaiende vierkantjes die Nibbler dient op te eten. Per vierkantje Nibbler eet, wordt hij langer. Elk vierkant is een aantal punten waard. Er is nog een bonusscore die langzaam aftelt. Men krijgt deze bonusscore na beëindiging van het level. De speler verliest een leven wanneer Nibbler zichzelf raakt of de bonusscore op nul staat. Zolang Nibbler langer dan een halve seconde een wand van het doolhof raakt, zal de bonusscore sneller dalen. Elke ronde zal Nibbler zich sneller en sneller voortbewegen.